# Brooklyn 9-9
Brooklyn 9-9 (ang. Brooklyn Nine-Nine) – amerykański serial komediowy emitowany od 17 września 2013 roku do 12 września 2021 początkowo przez stację FOX, potem NBC. Jego twórcami są Dan Goor i Michael Schur.
11 maja 2018 roku stacja FOX ogłosiła zakończenie produkcji serialu po pięciu sezonach, a następnego dnia Dan Goor ogłosił na Twitterze, że stacja NBC podjęła się wyprodukowania sezonu szóstego. 28 lutego 2019 roku stacja NBC ogłosiła przedłużenie serialu o siódmy sezon. 14 listopada 2019 roku NBC poinformowała o zamówieniu ósmego, finałowego sezonu.
W Polsce od 23 stycznia 2014 roku serial emitowało Canal+, od 15 lutego 2017 roku kanał Comedy Central (Polska), wkrótce także Fox Comedy. Wszystkie osiem sezonów dostępne są w serwisie streamingowym Netflix.

## Fabuła
Serial komediowy opowiada o grupie detektywów pracujących na jednym z nowojorskich posterunków policji, którzy nie brali swojej pracy na poważnie. Wszystko ulega zmianie kiedy nowym dowódcą posterunku zostaje Holt.

## Obsada
Czołówka serialu w sezonach 1-5 i kilku pierwszych odcinkach sezonu 6 nie przedstawiała Dirka Blockera i Joela McKinnona Millera (aktorów grających Hitchcocka i Scully'ego), którzy dołączyli do głównej obsady od 2 sezonu (w pierwszym sezonie byli wymienieni jako aktorzy epizodyczni). Po odejściu Chelsea Peretti (grała Ginę) z serialu pojawiali się w czołówce do końca sezonu 8 (finałowego).
- Andy Samberg jako detektyw Jake Peralta, rozrywkowy policjant, którego cechuje bardzo duża ambicja oraz poczucie humoru. Rywalizuje z Amy Santiago, z którą w późniejszych sezonach się żeni, a następnie ma dziecko.
- Andre Braugher jako kapitan Raymond Holt – dowódca posterunku 99, który przestrzega określonych zasad i reguł. Jest bardzo powściągliwy w okazywaniu emocji. Jest homoseksualistą, wielokrotnie dyskryminowanym przez innych policjantów w młodości. Ma męża, profesora na Uniwersytecie Kolumbijskim, Kevina Coznera. Razem mają psa rasy corgi, Cheddara.
- Melissa Fumero jako detektyw Amy Santiago, lizuska, której idolem jest kapitan Holt. Rywalka, a później żona Jake'a Peralty, z którym ma dziecko. W piątym sezonie zostaje sierżantem.
- Terry Crews jako sierżant Terry Jeffords, kulturysta, którego oczkiem w głowie jest jego trójka dzieci (bliźniaczki Cagney i Lacey oraz Ava, która urodziła się pod koniec 3 sezonu oraz żona Sharon. W sezonie 6 awansuje na stopień porucznika, a w finałowym odcinku serialu zostaje kapitanem posterunku 9-9. Uwielbia jogurt.
- Stephanie Beatriz jako detektyw Rosa Diaz, bezkompromisowa policjantka, która bardzo łatwo wpada w furię. Jest biseksualna.
- Chelsea Peretti jako Gina Linetti, cywilna asystentka Kapitana Holta, jest bardzo ekscentryczna i lubi wtrącać się w życie załogi. Kochanka, a następnie przybrana siostra Charlesa Boyle'a. W sezonie 6 odchodzi z posterunku, by rozwinąć swoją karierę jako internetowa celebrytka.
- Joe Lo Truglio jako detektyw Charles Boyle, mały i niepozorny policjant, przyjaźni się z Jake'm. Interesuje się gotowaniem. Kochanek, a następnie przybrany brat Giny Linetti. W sezonie 4, wraz ze swoją ukochaną, artystką Genevieve, adoptuje syna Nikolaja, pochodzącego z Łotwy.
- Dirk Blocker jako detektyw trzeciego stopnia Michael Hitchcock, podstarzały policjant, który rozwiązuje bardzo mało spraw, często popełniając różne błędy. W sezonie 8 odchodzi na emeryturę, jednak pojawia się dalej w odcinkach, lecz wirtualnie.
- Joel McKinnon Miller jako detektyw Norman „Norm” Scully, podstarzały policjant, partner Hitchcocka, pracuje bardzo wolno i opieszale.

## Gościnne występy
- Craig Robinson jako Doug Judy, złodziej samochodów, znany jako Pontiacowy Bandyta; przyjaciel, a zarazem wróg Jake'a Peralty[8]
- Kyle Bornheimer jako Teddy, policjant z innego posterunku, były chłopak Amy Santiago, po zerwaniu kocha dalej Amy i podejmuje kilkukrotną próbę zaręczyn, zakończonych odmową (Amy była już z Jake'm)[9]
- Adam Sandler jako on sam, uczestnik aukcji w sezonie pierwszym
- Dennis Haysbert jako Bob Annderson, funkcjonariusz FBI i były współpracownik kapitana Holta
- Jason Mantzoukas jako Adrian Pimento, funkcjonariusz z 99. posterunku, który wiele lat spędził pracując pod przykrywką, były chłopak i narzeczony Rosy Diaz
- Bradley Whitford jako Roger Peralta, ojciec Jake'a
- Katey Sagal jako Karen Peralta, matka Jake'a
- Kyra Sedgwick jako Madeline Wuntch, oficer policji i wróg Holta
- Marc Evan Jackson jako Kevin M. Cozner, mąż kapitana Holta oraz wykładowca na Uniwersytecie Columbia
- Jimmy Smits jako Victor Santiago, ojciec Amy
- Bertila Damas jako Camila Santiago, matka Amy
- L. Scott Caldwell jako Laverne Holt, matka kapitana Holta i sędzia federalny
- Tim Meadows jako Caleb John Gosche, kanibal, współlokator i przyjaciel Jake'a w więzieniu (sezon 5)
- Kid Cudi jako Dustin Whitman, przestępca
- Neil deGrasse Tyson jako on sam w odcinku, w którym Gina przygotowywała się do egzaminu z astrofizyki

## Spis serii
| Sezon | Odcinki      | Emisja premierowa | Emisja premierowa |
| Sezon | Odcinki      | Premiera sezonu   | Finał sezonu      |
| ----- | ------------ | ----------------- | ----------------- |
| 1.    | 1–22 (22)    | 17 września 2013  | 25 marca 2014     |
| 2.    | 23–45 (23)   | 28 września 2014  | 17 maja 2015      |
| 3.    | 46–68 (23)   | 27 września 2015  | 22 kwietnia 2016  |
| 4.    | 69–90 (22)   | 20 września 2016  | 23 maja 2017      |
| 5.    | 91–112 (22)  | 26 września 2017  | 20 maja 2018      |
| 6.    | 113–130 (18) | 10 stycznia 2019  | 16 maja 2019      |
| 7.    | 131–143 (13) | 6 lutego 2020     | 23 kwietnia 2020  |
| 8.    | 144–153 (10) | 12 sierpnia 2021  | 16 września 2021  |